# گری پلیر
 گری پلیر (انگلیسی: Gary Player؛ زادهٔ ۱ نوامبر ۱۹۳۵) یک گلف‌باز اهل آفریقای جنوبی است.